# Elizabeth H. Bradley
Pour les articles homonymes, voir Bradley.
Elizabeth Howe Bradley (née en 1962) est la onzième présidente du Vassar College, depuis le 1er juillet 2017. Elle est aussi professeure de sciences politiques et professeur de sciences, de technologie et de société à l'université Yale.

## Biographie
Bradley obtient un diplôme en économie à l'Université de Harvard en 1984, puis un MBA de l'université de Chicago en 1986, en administration de la santé et en comportement organisationnel. Elle soutient une thèse de doctorat en 1996 à l'université Yale intitulée Concentration in health policy and health economics. Research interests: quality of care, global health, end-of-life care, avec une spécialisation en politique de santé et en économie de la santé.
Elle est instructrice à la School of Public Health de l'université Yale jusqu’en 1997, professeure adjointe jusqu’en 2002, puis professeure associée jusqu’en 2009. Elle est ensuite devenue professeur d’études internationales et régionales au McMillan Center for International and Area Studies. De 2009 à 2017, elle a mené des recherches à la Yale School of Public Health et à la Graduate School of Arts and Sciences et a été professeur Brady-Johnson de grande stratégie à l'université Yale de 2016 à 2017,,

## Activités de recherche et institutionnelles
Les recherches de Bradley portent sur les systèmes de soins de santé et leur amélioration qualitative. Ses travaux aux États-Unis portent sur la qualité des soins hospitaliers pour les patients victimes de crise cardiaque et sur l’utilisation et la qualité des services de soins palliatifs. Elle est impliquée dans des projets internationaux, au Royaume-Uni, en Chine, et en Afrique, notamment en Égypte, en Éthiopie, au Liberia, et en Afrique du Sud, qui visent à renforcer les systèmes de santé. Ses collègues et elle ont créé le premier programme de maîtrise en gestion hospitalière et de la santé sur le continent africain,.
Elle est élue à l'Académie nationale de médecine américaine en 2017.

## Publications
Bradley est connue pour son ouvrage The American Healthcare Paradox: Why Spending More Is Getting Us Less,.
- Shortell and Kaluzny's Healthcare Management: Organization, Design and Behavior, 7th edition (Clifton Park, NY: Delmar, 2019).
- The American Health Care Paradox: Why Spending More Is Getting Us Less (New York, NY: Perseus Book Group, 2013).
- Public and Private Responsibilities in Long Term Care (Baltimore, MD: The Johns Hopkins University Press, 1998)